# Cruzeiro Quinhentista
O Cruzeiro Quinhentista é um monumento brasileiro localizado no município de Cubatão e que foi construído em comemoração ao centenário da Independência do Brasil, em 1922, a pedido do então governador de São Paulo Washington Luiz de Souza. Foi remanejado em 1970, em decorrência de alterações urbanísticas da região. Representa a fase inicial de penetração do território pelos colonizadores, os quais utilizaram trilhas indígenas existentes. Em seu local primitivo, mais próximo da serra, assinalava o ponto de cruzamento do Caminho do Padre José com a Estrada da Maioridade (atual Caminho do Mar). O fluxo passava entre o corpo central do monumento e os bancos.